# Andreï Bolibroukh
Andreï Andreïevitch Bolibroukh (en russe : Андрей Андреевич Болибрух), né le 30 janvier 1950 à Moscou et mort le 11 novembre 2003 à Paris 13e, est un mathématicien soviétique et russe.

## Travaux de recherche
Andreï Bolibroukh est particulièrement connu pour avoir donné une réponse négative au problème de Riemann-Hilbert, longtemps considéré comme résolu par Joseph Plemelj en 1908.

## Publications
- (ru) Andreï Bolibroukh, Youri Osipov et Iakov Sinaï, Mathematical Events of the Twentieth Century, Berlin-Heidelberg-New York / Moscou, Springer-Verlag / PHASIS, 2006 (ISBN 978-3-540-23235-3, Bibcode 2006metc.book.....A, MR 2179060, zbMATH 1092.01015, lire en ligne).